# 岩内馬車鉄道
岩内馬車鉄道（いわないばしゃてつどう）は、北海道岩内郡岩内町の岩内港駅と同郡小沢村（当時。現・共和町）の小沢駅を結んでいた馬車鉄道である。
動力は馬力を使い、軌間も762mmの小さな地方鉄道であった。しかし、国有鉄道（鉄道院）の手により廃線跡を利用し、岩内軽便線（後の岩内線。軌間1,067mm）が開業した。

## 路線データ
- 路線距離：17.4km
- 軌間：762mm
- 動力：馬力

## 歴史
- 1904年（明治37年）
  - 7月5日：岩内馬車鉄道株式会社設立。資本金6万円[1]。
  - 10月3日：北海道長官より敷設許可[2]。
- 1905年（明治38年）7月：開業[3][4]。
- 1907年（明治40年）5月：岩内橋まで線路延長[1][5]。
- 1910年（明治43年）6月：鷹台町線敷設[1][6]。
- 1912年（明治45年/大正元年）
  - 5月11日：廃止。
  - 11月1日：鉄道院の岩内軽便線が開業。

## 停留所一覧
右は対応する国鉄岩内線の駅名
- 岩内港駅 - 岩内駅
- 岩内駅 - （廃止）
- 山崎駅 - 西前田駅
- 前田駅 - 前田駅
- 幌似駅 - 幌似駅
- 小沢駅 - 国富駅
- 小沢駅駅 - 小沢駅

## 輸送・収支実績
| 年度 | 輸送人員（人） | 貨物量（トン） | 営業収入（円） | 営業費（円） | 営業益金（円） | その他益金（円） | その他損金（円）  | 客車 | 貨車 |
| ---- | -------------- | -------------- | -------------- | ------------ | -------------- | ---------------- | ----------------- | ---- | ---- |
| 1908 | 56,594         | 6,462          | 23,055         | 16,173       | 6,882          | 17               | 5,787             | 13   | 28   |
| 1909 | 47,761         | 8,798          | 18,467         | 14,106       | 4,361          | 18               | 3,132             | 13   | 27   |
| 1910 | 41,898         | 9,472          | 20,009         | 13,157       | 6,852          |                  | 利子481           | 13   | 27   |
| 1911 | 35,351         | 11,022         | 19,449         | 13,588       | 5,861          | 利子10           | 利子2,604雑支出91 | 13   | 27   |
| 1912 | 7,814          | 4,271          | 4,078          | 5,064        | ▲ 986          |                  | 利子161           | 13   | 27   |

- 鉄道院年報各年度版